# Mario Vrančić
Mario Vrančić est un footballeur bosnien, né le 23 mai 1989 à Slavonski Brod en Yougoslavie (aujourd'hui en Croatie). Il est le frère cadet de Damir Vrančić.
Il possède les nationalités allemande et bosnienne.
Il joue pour FK Sarajevo.

## Biographie

### Carrière en club
Le 5 juillet 2021, il rejoint Stoke City.

### Carrière internationale
Mario Vrančić évolue dans les sélections de jeunes pour l'Allemagne. Sous les ordres d'Horst Hrubesch, il est sacré champion d'Europe "moins 19" en 2008.
En juillet 2015, il reçoit l'autorisation de jouer pour la Bosnie-Herzégovine et fait ses débuts en équipe A, le 6 septembre 2015 contre Andorre, dans le cadre des éliminatoires de l'Euro 2016. Il rentre en jeu après 79 minutes en remplacement de Sead Kolašinac.

## Palmarès

### En club
- Norwich City
  - Champion d'Angleterre de deuxième division en 2019  et 2021.

### En sélection
- Allemagne
  - Vainqueur du Championnat d'Europe des moins de 19 ans en 2008.